# Rodriguezia delcastilloi
Rodriguezia delcastilloi är en orkidéart som beskrevs av David Edward Bennett och Eric Alston Christenson. Rodriguezia delcastilloi ingår i släktet Rodriguezia och familjen orkidéer. Inga underarter finns listade i Catalogue of Life.